# Пенингтън (окръг, Минесота)
Вижте пояснителната страница за други значения на Пенингтън.
Окръг Пенингтън (на английски: Pennington County) е окръг в щата Минесота, Съединени американски щати. Площта му е 1601 km², а населението - 13 747 души. Административен център е град Тийф Ривър Фолс.